# Exército Popular da República (Espanha)
O Exército Popular da República (EPR), também denominada como Exército Republicano ou Exército Popular, foi a denominação dotada pelo Exército da Segunda República Espanhola após a reorganização empreendida por suas autoridades e a dissolução das milícias de voluntários surgidas nos primeiros meses da Guerra Civil Espanhola.